# Трите котки
„Три котки“ е руски анимационен сериал за зрители без възрастови ограничения, насочен към деца в предучилищна възраст. Режисьор Дмитрий Висоцки, продукция на студио Metrafilms, по поръчка на телевизионния канал СТС.
Премиерата на сериала се състои на 24 октомври 2015 г. по телевизионния канал STS.
Сериалът „Три котки“ има успех не само в Русия, но и с международна публика. Според пресслужбата на медийния холдинг CTC, благодарение на сътрудничеството с телевизионния канал Nick Junior, през 2018 г. вторият сезон на анимационния сериал става достъпен за гледане в повече от 170 страни по света. На 1 юни 2022 г. излиза продължението на анимационния сериал, наречено „Трите котки и морето от приключения“. Към януари 2023 г. съдържа повече над 200 епизода.

## Сюжет
Това е история за ежедневието, взаимоотношенията и приключенията на три любознателни котки – Коржик, брат му Компот и сестра им Карамел. В голямата им къща животът никога не стои неподвижен, той е пълен със събития. Във всеки епизод котетата се изправят пред ново предизвикателство и заедно се учат как да излизат от всяка ситуация с помощта на въображението си и родителски съвети. Освен стандартните ценности за детската анимация, правилата за поведение, значението на приятелството и добротата, които трябва да се възпитават у порасналите деца, анимационният сериал се фокусира и върху други неща, важни за живота в съвременния свят. Например, че винаги трябва да носите предпазни колани в колите, че трябва да пестите ток и вода, важно е да давате стари вещи за рециклиране и разделно събиране и изхвърляне на отпадъци, за ползите от използването на градския транспорт за околната среда, правилното храненето и значението на спортуването, за това как е по-добре да прекарваме времето си с приятели, а не на мобилни телефони.

## Главните герои
- Коржик е котка на 6 години. Обича да тича и да скача. Обича спорта и игрите на открито. Понякога прави такива неща, че цялото семейство трябва да се измъкне от тях.
- Карамелка е най-умното от трите деца. Крилатата му фраза е „Знам какво да правя!“, тъй като в повечето епизоди тя е тази, която намира изход от ситуацията.
- Компот е котка на 7 години. Отива на училище. Той обича да чете познавателни книги, предимно по биология, така че е много ерудиран за възрастта си. Той обича шах и други логически игри, но отборните спортове и танците са трудни за него, ако му дадете грешна роля. Когато е много разстроен, той възкликва „Е!“ и започва да плаче. Обича вкусната храна.
- Мама е майка на Коржик, Карамелка и Компот, грижовна и енергична. Често се подиграва на съпруга и децата си, но много ги обича. Работи като дизайнер на детско облекло.
- Татко е бащата на Коржик, Карамелка и Компот, много мил и малко скучен пред децата. Работи във фабрика за бонбони. Обича сладкарството и винаги приготвя торти, сладкиши и сладки у дома. Почти цялото си свободно време той гледа телевизия, прекарва време в офиса си, на лаптопа си на работа или прекарва време със семейството си.

## Създатели
- Сценаристи Дмитрий Висоцки, Дарина Шмид
- Режисьор: Дмитрий Висоцки, Алексей Горбунов
- Сценичен режисьор Дмитрий Висоцки
- Карикатурист Олга Юсибова
- Художник Андрей Сикорски
- Композитор Алексей Яковел, Дмитрий Висоцки (в 70-та серия)
- Звукови инженери Игор Яковел, Денис Душин
- Запис на актьори Станислав Глушински
- Аниматори Александра Агринская, Александра Кречман, Анастасия Панасовская, Мария Палникова, Екатерина Дедух
- Водещ аниматор Павел Генендер
- Оформление и композиране Антон Рудин
- Специални ефекти Павел Дубар
- Началник отдел „Анимация“ Октай Юсибов
- Редактор Вероника Живолюб
- Производствен ръководител Юлия Диатченко
- Финансов директор Михаил Наришкин
- Изпълнителен продуцент Карина Кабанова
- Продуценти Вячеслав Муругов, Артьом Василиев, Ксения Гордиенко, Юлия Миндубаева, Наталия Иванова-Достоевская, Дария Радецкая
- Координатор Екатерина Богомолова

## Епизоди
| Сезон             | Брой епизоди | Премиерна дата      | Крайна дата       |
| ----------------- | ------------ | ------------------- | ----------------- |
| 1                 | 52           | 24 октомври 2015 г  | 22 април 2017 г   |
| 2                 | 52           | 9 септември 2017 г  | 10 ноември 2018 г |
| 3                 | 52           | 24 ноември 2018 г   | 31 юли 2020 г     |
| Специални издания | 8            | 16 октомври 2020 г  | 27 ноември 2020 г |
| 4                 | 52           | 24 септември 2021 г | 5 ноември 2022 г  |

## Пълнометражен филм
На 1 юни 2022 г. излиза пълнометражният анимационен филм „Трите котки и морето от приключения“, където котенца и техните родители летят до морски курорт.

## Награди
- 2016 – V Московски руски филмов фестивал „Ние ще живеем!“ – Номинация „Анимационен филм“: Специална грамота „За разкриване на вътрешния живот на котешкото семейство“ – „Джем в мазето“ (ТВ сериал „Три котки“) реж. Дмитрий Висоцки, студио Metrafilms.
- 2017 – 22-ри Открит фестивал на руския анимационен филм в Суздал: в категорията „Най-добър сериал“ – диплома „За сценарийно решение“ – „Татко за мама“ (сериал „Три котки“ на реж. Дмитрий Висоцки)

## В България
В България сериалът се излъчва по Ник Джуниър с нахсинхронен дублаж, записан в студио „Про Филмс“. Преведен е като „Котарачетата“. В него участват Светлана Смолева, Живко Джуранов, Сава Пиперов и Кирил Бояджиев. Преводач е Цветелина Петкова.